# إمراض

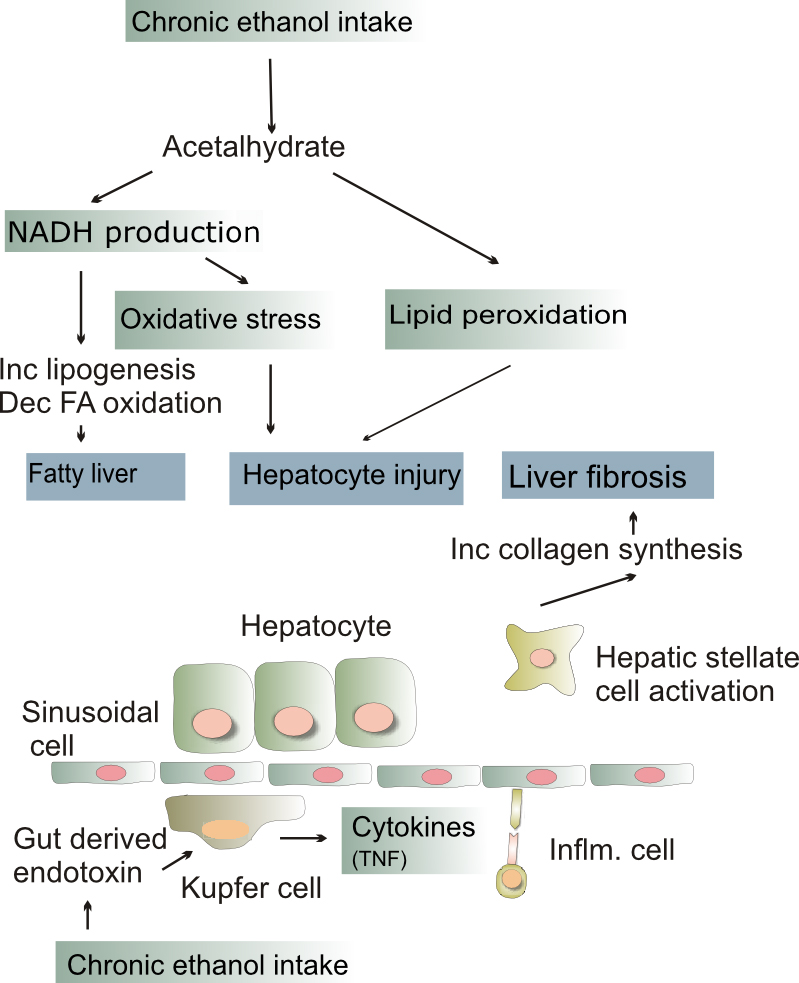

إمراضية مرض ما هي الآلية أو الآليات البيولوجية (الأحيائية) التي تؤدي إلى حالة مرضية. ويمكن استخدام المصطلح أيضًا لوصف أصل المرض وتطوره، وما إذا كان حادًا أو مزمنًا أو متكررًا. ويرجع أصل هذا المصطلح إلى الكلمة اليونانية (pathos)، وتعني «مرض» وgenesis «نشوء». ويُسمَّى أيضاً التوصيم، ويعني مبحثٌ في أسباب تواصل الأوصام، أي الأمراض.
وتشمل أنواع نشوء المرض العدوى الميكروبية والالتهاب والخباثة ونخر الأنسجة.
وتتسبب عمليات نشوء المرض المتعددة معًا في حدوث معظم الأمراض. فعلى سبيل المثال: تنشأ بعض السرطانات من الاختلال الوظيفي لـ الجهاز المناعي (أورام الجلد والورم اللمفي بعد زرع الكلى، والتي تتطلب تثبيطًا مناعيًا).
وغالبًا ما يتم تحديد أسباب الأمراض الممكنة عن طريق الملاحظات الوبائية قبل استنتاج الصلة المَرضية بين السبب والمرض.

### استشهادات
1. 1 2  إدوار غالب، الموسوعة في العلوم الطبيعية (ط. الثانية)، دار المشرق، بيروت، ج. الأول، ص.312، يُقابله Pathegenesis
2. ↑  Fox، Alvin (2010). General aspects of bacterial pathogenesis. University of South Carolina School of Medicine: Microbiology and Immunology On-line Textbook. مؤرشف من الأصل في 2014-10-04.

### ببليوغرافيا
- Haugan, Salomon Avian Influenza: Etiology, Pathogenesis and Interventions (Public Health in the 21st Century. Nova Science Pub Inc. 30 January 2010) ISBN 1-60741-846-0, (ردمك 978-1-60741-846-7)